# Bartini Beriev VVA-14
Bartini Beriev VVA-14 bila je eksperimentalna amfibija s vertikalnim polijetanjem razvijena u Sovjetskom Savezu tijekom 1970-ih. Dizajnirana je bila za mogućnost polijetanja iz vode, let velikom brzinom na velike udaljenosti, sposobnost leta na velikim visinama kao i za let neposredno iznad površine mora koristeći "efekt tla" (pojava stvaranja zračnog jastuka kod zrakoplova u niskom letu ili lebdjenju. VVA-14 dizajnirao je Robert Bartini s glavnom namjenom uništenja raketnih podmornica s Polaris projektilima Ratne mornarice SAD-a.

## Razvoj
Bartini, u suradnji s Beriev Dizajn uredom (danas Tvrtka zrakoplova Beriev) namjeravao je prema shemi katamarana razviti prototip letjelice VVA-14 u tri faze. VVA-14M1 trebao je biti aerodinamički i tehnološki probni prototip za ispitivanje, u početku s krutim plovcima na krajevima središnjeg dijela krila što se je kasnije trebalo zamijeniti s plovcima na napuhavanje. VVA-14M2 trebao je biti napredniji prototip s dva pogonska motora za progresivni let i s dodatnim motorima koji su preko kaskadno postavljenih ploča za skretanje mlaza trebala osigurati VTOL sposobnost. Letjelica je trebala biti opremljena "fly-by-wire" kontrolama komandi leta. VVA-14M3 trebala je biti VTOL letjelica potpuno opremljena naoružanjem i s Burevestnik ASW računalnim (en. anti submarine warfare) sustavom za protu-podmornički rat, Bor-1 Mad sustavom (magnetski detektor anomalija) kao i drugom opremom.

## Povijest
Nakon opsežnog istraživanja, uključujući i razvoj malog prototipa Be-1, prvi VVA-14 prototip je dovršen 1972. godine. Letjelica je prvi puta poletjela 4. rujna 1972. s konvencionalnog piste. Godine 1974. ugrađeni su plovci na napuhavanje no njihov je rad izazvao mnoge probleme. Slijedili su testovi plutanja i kretanja po vodi i na kraju od 11. lipnja 1975. letna ispitivanja letjelice.
Plovci na napuhavanje su kasnije ipak zamijenjeni krutim plovcima, produžen je trup te su ugrađeni dodatni motori. Letjelica je s ovim dodatcima dobila oznaku 14M1P. Međutim, tvrtka koja je trebala izraditi sklop od 12 RD-36-35PR motora za podizanje letjelice nije izvršila dostavu radi čega se VTOL testiranje nije moglo obaviti.
Nakon Bartinijeve smrti 1974. godine, projekt je usporen a nakon što je zrakoplov obavio svoj 107. let s ukupno 103 sati provedenih u zraku, projekt je zatvoren. Jedini preostali VVA-14 (broj 19172) bio je prizemljen i izložen u Državnom muzeju ratnog zrakoplovstva Ruske Federacije u Moninu 1987. godine.  Zrakoplov je u demoliranom stanju s oznakom "Aeroflot" i brojem 10687 još uvijek u muzeju.

## Tehničke karakteristike (VVA-14M1)
Osnovne karakteristike
- posada: 3
- dužina: 25,97 m
- raspon krila: 30 m
- površina krila: 217,79 m2
- visina: 6,79 m

Letne karakteristike
- najveća brzina: 760 km/h
- ekonomska brzina: 640 km/h
- dolet: 2.450 km
- najveća visina leta: 8000 - 10000 m
- motor: 2 × D-30M turbofen motora (VTOL turbofen motori 12x12 RD-36-35 PR, 43 kN svaki nisu instalirani)